# Karl Higi

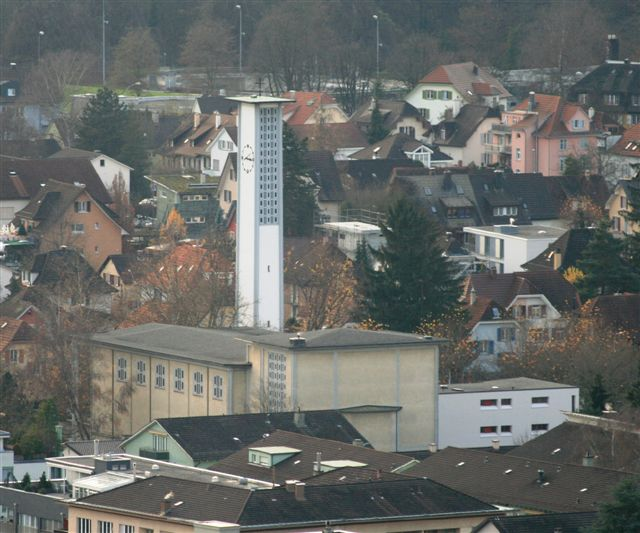
Kirche St. Anton, Wettingen, 1952–1954

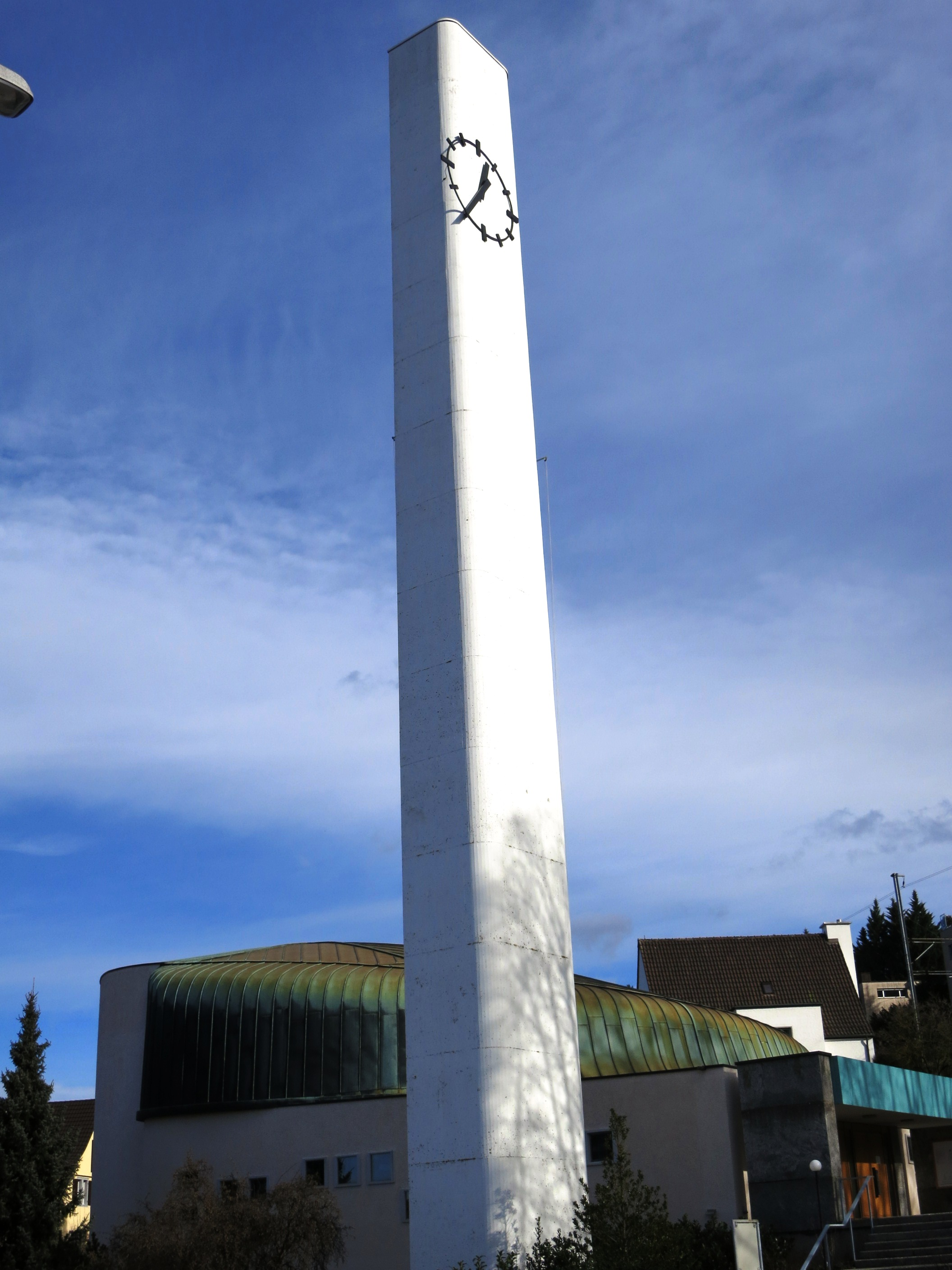
Kirche St. Josef, Schlieren, 1958–1960

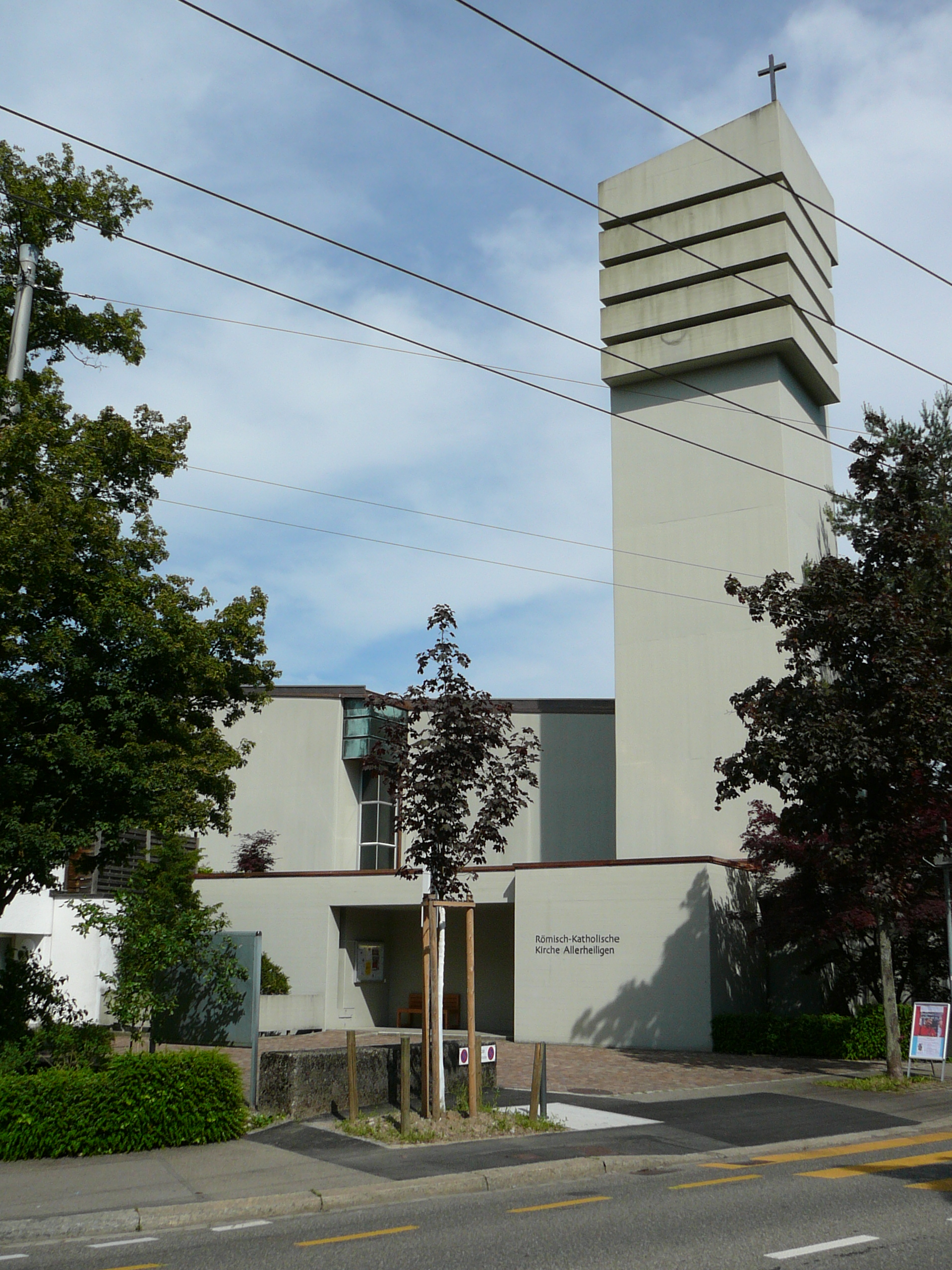
Kirche Allerheiligen, Zürich-Neuaffoltern, 1963–1964

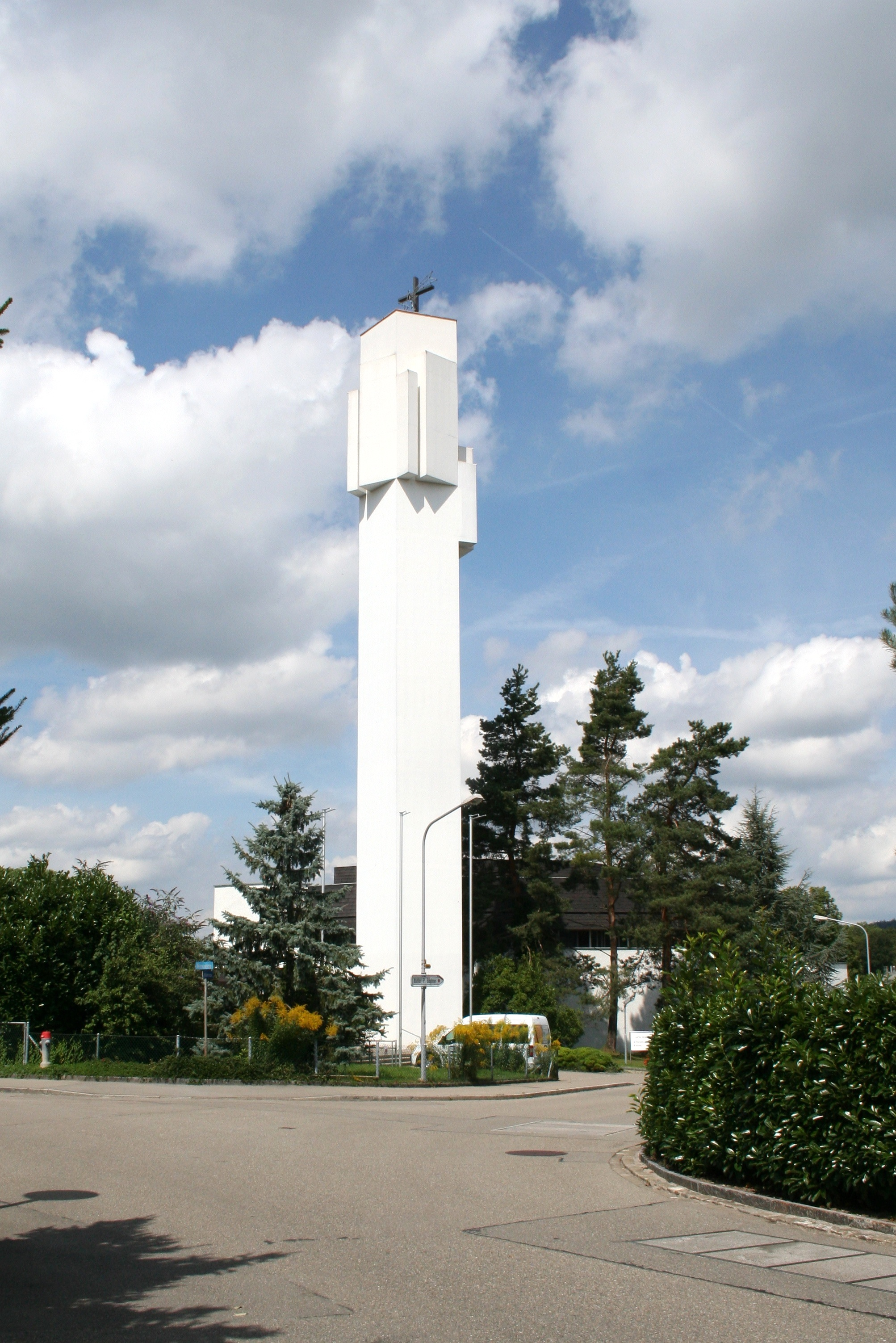
Kirche St. Michael, Zollikerberg, 1964–1966

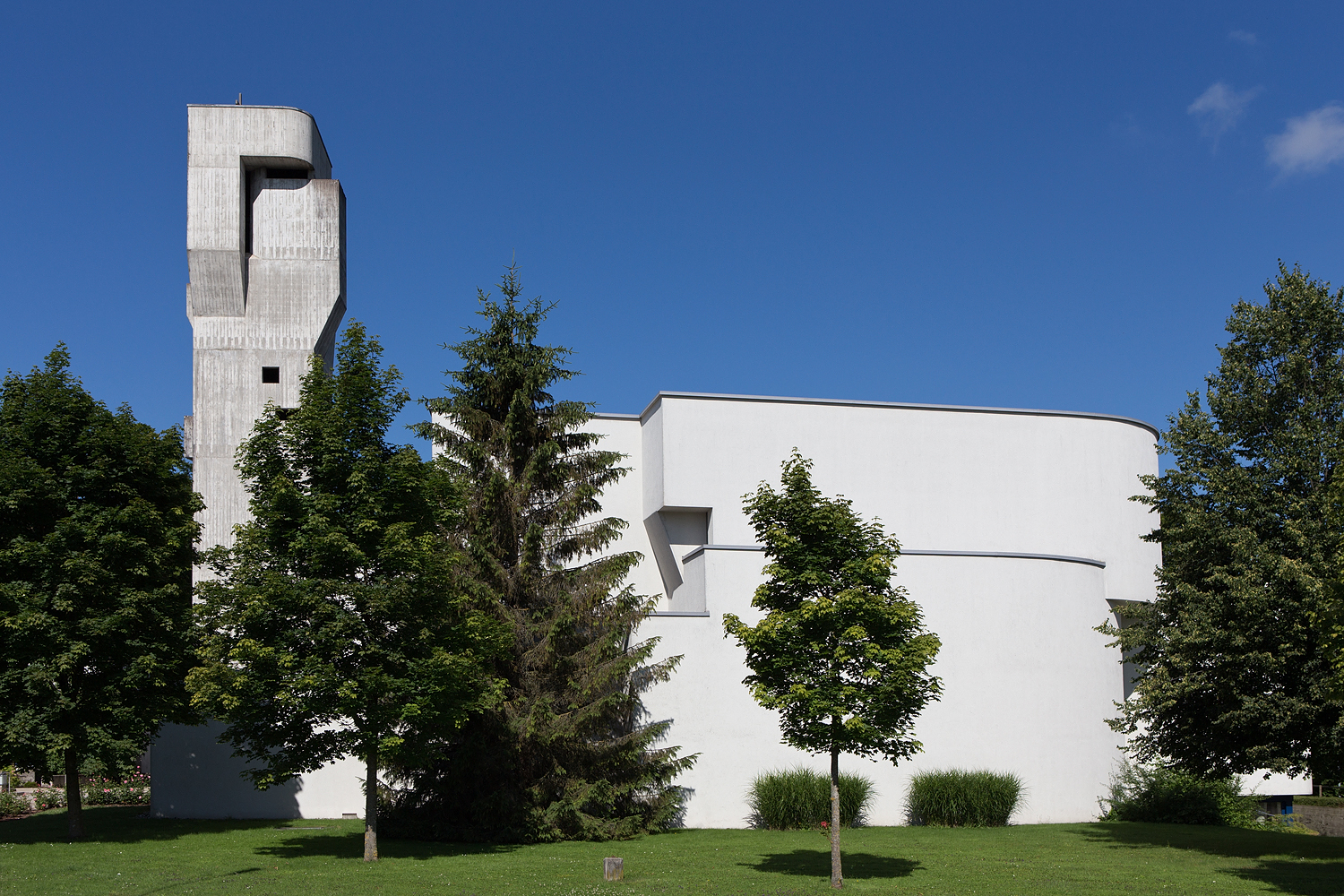
Kirche St. Antonius, Münchwilen TG, 1968

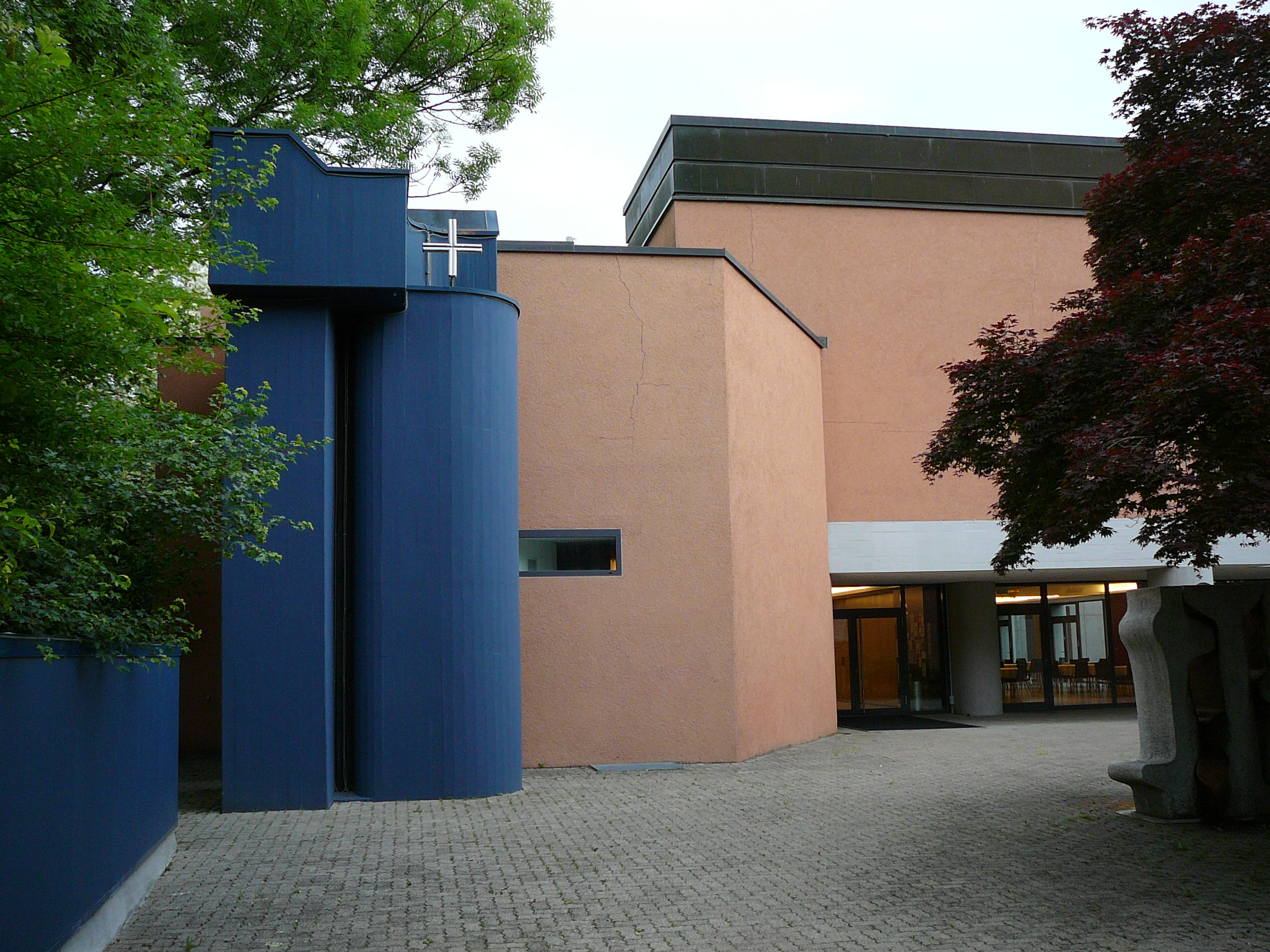
Kirche Heilig Geist, Zürich-Höngg, 1971–1973

Karl Higi (* 31. Mai 1920 in Zürich; † 8. Januar 2008 ebenda) war ein Schweizer Architekt. Er führte das Werk seines Vaters Anton Higi nach dessen Tod im Bereich des modernen katholischen Kirchenbaus in der Schweiz fort.

## Leben und Werk
Karl Higi studierte an der ETH Zürich Architektur und schloss 1945 mit dem Diplom ab. Nach einem Studienaufenthalt in Skandinavien gründete er 1946 mit seinem Vater Anton Higi ein gemeinsames Architekturbüro. Nach dem Tod von Anton Higi 1951 führte er das Büro bis zu seiner Pensionierung 1985 alleine weiter.
Grossen Wert legte Karl Higi auf die Innenausstattung seiner Bauten und arbeitete mit namhaften Schweizer Kunstmalern und Bildhauern zusammen, u. a. mit Ferdinand Gehr, Alfred Huber, Pierino Selmoni, Max Rüedi und Paul Stöckli (1906–1991).
1957 war Karl Higi Dozent für Kirchenbauten an der kath. Volkshochschule Zürich. Von 1963 bis 1973 fungierte er als Bauberater der römisch-katholischen Zentralkommission des Kantons Zürich und der römisch-katholischen Kirchgemeinden der Stadt Zürich.
Karl Higi heiratete 1947 Delfina Cassinelli (1926–2012), mit der er drei Kinder hatte.
Er fand seine letzte Ruhestätte auf dem Zürcher Friedhof Nordheim.

## Bauten (Auswahl)
Karl Higi realisierte als Architekt zahlreiche Siedlungen, Geschäftshäuser, Mehr- und Einfamilienhäuser sowie Umbauten an Gebäuden von Anton Higi. Einen Schwerpunkt seiner Tätigkeit setzte Karl Higi im Bereich des Kirchbaus; im Zeitraum von gut 30 Jahren errichtete er 13 Neubauten von katholischen Kirchen.
- 1947–1949: Siedlung in der Ey (mit Anton Higi und Rudolf Pfister; 1950 Auszeichnung für gute Bauten)[3]
- 1951 und 1958: Klubgebäude, Städtische Tennisplätze Belvoir, Mythenquai Zürich
- 1952 und 1973–1975: Bootshaus der Seepolizei, Mythenquai Zürich
- 1952: Neubau der Klosterkirche der Zisterzienserinnen in Magdenau SG (Pläne mit Anton Higi)
- 1952–1954: Kirche St. Anton Wettingen
- 1954–1955: Pfarrhaus zur Liebfrauenkirche, Zürich-Unterstrass
- 1955: Klubgebäude Städtische Tennisplätze, Bachtobelstrasse, Zürich
- 1956–1957: Kirche St. Antonius, Wallisellen
- 1958–1960: Kirche St. Josef, Schlieren
- 1959–1961: Bruder-Klaus-Kirche auf dem Bruderholz, Basel
- 1961: Krypta der Kirche Bruder Klaus, Zürich
- 1961–1962: Privatklinik St. Raphael, Zumikon, inkl. Kapelle
- 1961–1962: Missionskirche in Noa Khali, ehem. Ostpakistan, heute Bangladesch
- 1963–1964: Kirche Allerheiligen, Zürich-Neuaffoltern
- 1964–1966: Kirche St. Michael, Zollikerberg
- 1968: Kirche St. Antonius, Münchwilen TG
- 1969–1971: Kirche St. Gallus, Fischenthal ZH
- 1971–1973: Alterswohnheim Rosengarten der Stadt Zürich, Uster
- 1971–1973: Pfarreizentrum samt Kirche Heilig Geist, Zürich-Höngg
- 1971–1973: Klosterkirche des Mutterhauses der Schwestern vom hl. Kreuz, inkl. Krypta, Ingenbohl SZ. Die Krypta mit dem Grab Ordensgründerin, der seligen Mutter Maria Theresia Scherer (1825–1888) ist eine Pilgerstätte der Katholiken.
- 1975–1976: Kirche St. Theresia, Brunnen SZ
- 1978–1979: Raiffeisenbank Brunnen SZ
- 1979–1982: Altersheim Riedhof, Zürich-Höngg
- 1980–1981: Kapelle im Haus Hirschengraben 74, Zürich. Sitz des Provinzialrats der Schweizer Jesuiten

## Nachlass
- Nachlassfragment im gta Archiv, Institut für Geschichte und Theorie der Architektur gta der ETH Zürich